# Helsinki
Helsinki (švedsko ; slengovsko Stadi) so so glavno in najbolj naseljeno mesto na Finskem. Je na obali Finskega zaliva in služi kot sedež regije Uusimaa na južnem Finskem. V občini živi približno 675.000 ljudi, od tega 1,25 milijona v regiji glavnega mesta in 1,58 milijona v metropolitanskem območju. Kot najbolj naseljeno mestno območje na Finskem je najpomembnejše središče države za politiko, izobraževanje, finance, kulturo in raziskave. Helsinki so 80 kilometrov severno od Talina v Estoniji, 360 kilometrov severno od Rige v Latviji, 400 kilometrov vzhodno od Stockholma na Švedskem in 300 kilometrov zahodno od Sankt Peterburga v Rusiji. Helsinki imajo pomembne zgodovinske povezave s temi štirimi mesti.
Skupaj z mesti Espoo, Vantaa in Kauniainen – ter okoliškimi dnevnimi mesti, vključno s sosednjo občino Sipoo na vzhodu – Helsinki tvorijo metropolitansko območje. To območje pogosto velja za edino finsko metropolo in je najsevernejše metropolitansko območje na svetu z več kot milijonom prebivalcev. Poleg tega je to najsevernejša prestolnica države članice EU. Helsinki so tretja največja občina v nordijskih državah, takoj za Stockholmom in Oslom. Njegovo urbano območje je drugo največje v nordijskih državah, takoj za Stockholmom. Letališče Helsinki, ki je v sosednjem mestu Vantaa, služi mestu s pogostimi leti do številnih destinacij v Evropi, Severni Ameriki in Aziji.
Helsinki so dvojezična občina s finščino in švedščino kot uradnim jezikom. Prebivalstvo sestavlja 75 % govorcev finščine, 5 % govorcev švedščine in 20 % govorcev drugih jezikov, kar je precej nad nacionalnim povprečjem.
Helsinki so gostili poletne olimpijske igre 1952, prvi vrh KVSE/OVSE leta 1975, prvo Svetovno prvenstvo v atletiki leta 1983, 52. tekmovanje za Pesem Evrovizije 2007 in leta 2012 je bil svetovna prestolnica oblikovanja.
Helsinki imajo enega najvišjih standardov urbanega življenja na svetu. Leta 2011 je britanska revija Monocle Helsinke v svojem indeksu mest za življenje uvrstila na mesto najbolj prijaznih mest na svetu. V raziskavi o življenjskih razmerah Economist Intelligence Unit iz leta 2016 so se Helsinki uvrstili na deveto mesto med 140 mesti. Julija 2021 je ameriška revija Time Helsinke razglasila za enega največjih krajev na svetu v letu 2021, kot mesto, ki »lahko v prihodnosti preraste v cvetoče kulturno gnezdo« in ki je že poznano kot okoljski pionir v svetu. V mednarodni raziskavi Cities of Choice, ki sta jo leta 2021 izvedla Boston Consulting Group in BCG Henderson Institute, so bili Helsinki uvrščeni na tretje mesto najboljših mest na svetu za življenje, London in New York pa sta bila na prvem in drugem mestu. Revija Condé Nast Traveler je leta 2023 podelila nagrade Readers' Choice Awards, Helsinke pa je uvrstila na 4. mesto najbolj prijaznih mest v Evropi. Helsinki so poleg Rovaniemija na Laponskem tudi eno najpomembnejših finskih turističnih mest. Zaradi velikega števila pomorskih potnikov na leto so Helsinki razvrščeni kot veliko pristaniško mesto, leta 2017 pa so bili ocenjeni kot najbolj obremenjeno potniško pristanišče na svetu.

## Etimologija
Po teoriji, predstavljeni v 1630-ih, so v času švedske kolonizacije finske obale kolonisti iz Hälsinglanda v osrednji Švedski prispeli do današnje reke Vantaa in jo poimenovali Helsingå ('reka Helsinge'), kar je povzročilo nastanek imena vasi in cerkve Helsinge v 14. stoletju. Ta teorija je vprašljiva, saj raziskave narečij kažejo, da so naseljenci prišli iz Upplanda in okoliških območij. Drugi menijo, da ime izhaja iz švedske besede helsing, arhaične oblike besede hals ('vrat'), ki se nanaša na najožji del reke, brzice. Druga skandinavska mesta na podobnih geografskih legah so takrat dobila podobna imena, na primer Helsingør na Danskem in Helsingborg na Švedskem.
Ko je bilo leta 1548 v vasi Forsby (kasneje Koskela) ustanovljeno mesto, se je imenovalo Helsinge fors, 'Helsinge brzice'. Ime se nanaša na brzice Vanhankaupunginkoski ob izlivu reke. Mesto je bilo splošno znano kot Helsinge ali Helsing, iz katerega izhaja sodobno finsko ime.
Uradni dokumenti finske vlade in časopisi v finskem jeziku uporabljajo ime Helsinki od leta 1819, ko se je finski senat preselil v mesto iz Turkuja, nekdanje prestolnice Finske. Odloki, izdani v Helsinkih, so bili datirani s Helsinki kot krajem izdaje. Tako se je oblika Helsinki začela uporabljati v pisni finščini. Ko je Finska postala Veliko vojvodstvo Finska, avtonomna država pod vladavino Ruskega imperija, so bili Helsinki v ruščini znani kot Gel'singfors (Гельсингфорс), ker je bil glavni in uradni jezik Velike kneževine Finske švedščina.
V helsinškem slengu se mesto imenuje Stadi (iz švedske besede stad, kar pomeni 'mesto'). Skrajšana oblika Hesa je prav tako pogosta, vendar je njena uporaba povezana z ljudmi podeželskega porekla (junantuomat, dobesedno 'pripeljan z vlakom') in domačini ne gledajo nanjo. Helsset je severnosamijsko ime za Helsinke.

## Zgodovina

### Zgodnja zgodovina
Po koncu ledene dobe in umiku ledene plošče so prvi naseljenci prispeli na območje Helsinkov okoli leta 5000 pr. n. št. Njihovo prisotnost so dokumentirali arheologi v Vantaa, Pitäjänmäki in Kaarela. Stalne naselbine so se pojavile šele v začetku 1. tisočletja našega štetja, v železni dobi, ko so območje naselili Tavastijci. Območje so uporabljali za ribolov in lov, vendar je zaradi pomanjkanja arheoloških najdb težko reči, kako obsežna je bila njihova naselbina. Analiza cvetnega prahu je pokazala, da so v 10. stoletju na tem območju obstajala kmetijska naselja, ohranjeni zgodovinski zapisi iz 14. stoletja pa opisujejo tavastijska naselja.
Krščanstvo se na Finskem ni pomembneje uveljavilo pred 11. stoletjem. Po tem je v arheološkem gradivu mogoče najti vrsto križev in drugih predmetov, povezanih s krščanstvom. Po tradicionalnem mnenju je Kraljevina Švedska izvedla tri križarske vojne na Finsko, zaradi česar je bila regija vključena tako v krščanstvo kot v švedski imperij. Najnovejše raziskave so pokazale, da ti pohodi, v kolikor so bili celo trije, niso bili križarske vojne, kot so si jih predstavljali. Kasneje so osvajanje Finske utemeljevali s »civilizacijskim« in »pokristjanjenim« pojmom ter razvili mit o križarskih vojnah. Bolj verjetno je, da je šlo za večdimenzionalno kombinacijo gospodarskih, kulturnih in političnih oblastnih ambicij.
Zgodnje naselbine so napadali Vikingi do leta 1008, bitka pri Herdalerju pa je bila bitka med voditeljem nordijskih Vikingov Olavom Haraldssonom (kasneje kralj Olaf II. Norveški, znan tudi kot sveti Olaf) in lokalnimi Finci pri Herdalerju (zdaj Ingå), ne daleč od Helsinge, okoli 1007-8. Saga o Olafu Haraldsonu pripoveduje, kako je Olav napadel obale Finske in v bitki skoraj umrl. V strahu je pobegnil in po tem Vikingi niso napadli obal Finske.
Kasneje so to območje naselili kristjani iz Švedske. Prišli so predvsem iz švedskih obalnih regij Norrland in Hälsingland, njihova selitev pa se je okrepila okoli leta 1100. Švedi so trajno kolonizirali obalo regije Helsinki v poznem 13. stoletju, po uspešnem 'križarskem pohodu' na Finsko, ki je privedel do poraza Tavastijcev.
V srednjem veku je bilo območje Helsinkov pokrajina majhnih vasi. Nekatere stare vasi iz leta 1240 na območju današnjih Helsinkov, kot sta Koskela in Töölö, so zdaj okrožja Helsinkov, tako kot preostalih 27 srednjeveških vasi. Območje je postopoma postalo del Kraljevine Švedske in krščanstva. Suuri Rantatie ali Kraljeva cesta je potekala skozi območje in tu sta bili zgrajeni dve zanimivi srednjeveški stavbi: gradišče Vartiokylä v 1380-ih in cerkev sv. Lovrenca leta 1455. V srednjem veku je v Helsinkih živelo več tisoč ljudi.
Preko Baltskega morja je bilo veliko trgovine. Ladijska pot do obale, zlasti do Revala, je pomenila, da je do konca srednjega veka regija Helsinkov postala pomembno trgovsko središče za premožne kmete, duhovnike in plemiče na Finskem, za Viborgom in Pohjo. Iz Helsinkov so izvažali krzno, les, katran, ribe in živali, v trdnjavo pa prinašali sol in žito. Helsinki so bili tudi najpomembnejše živinorejsko območje v Uusimai. S pomočjo trgovine so Helsinki postali eno najbogatejših mest na Finskem in v Uusimai. Zahvaljujoč trgovini in potovanjem, npr. Revalu bi ljudje lahko govorili več jezikov. Odvisno od situacije je bilo na območju Helsinkov slišati finščino, švedščino, latinščino ali nižjo nemščino.

### Ustanovitev Helsinkov
Helsinke je 12. junija 1550 ustanovil kralj Gustav I. Švedski kot trgovsko mesto z imenom Helsingfors, da bi se kosalo s hanzeatskim mestom Reval (zdaj Talin) na južni obali Finskega zaliva. Da bi naselil novo mesto ob izlivu reke Vantaa, je kralj ukazal, naj se tja preseli meščanstvo Porvooja, Raseborga, Raume in Ulvile. Zaradi plitkosti zaliva ni bilo mogoče zgraditi pristanišča, zato je kralj dovolil naseljencem, da zapustijo nesrečno lokacijo. Leta 1640 je grof Per Brahe mlajši skupaj z nekaterimi potomci prvotnih naseljencev preselil središče mesta na polotok Vironniemi ob morju, današnje okrožje Kruununhaka, kjer sta Senatni trg in Helsinška stolnica.
V drugi polovici 17. stoletja so Helsinki kot leseno mesto trpeli zaradi rednih požarov in do začetka 18. stoletja je število prebivalcev padlo pod 1700. Dolgo časa so bili Helsinki v glavnem majhno upravno mesto za guvernerja Nylanda in okraja Tavastehus, vendar je njegov pomen začel naraščati v 18. stoletju, ko so bili narejeni načrti za izgradnjo trdnejše pomorske obrambe pred mestom. Iz teh načrtov pa je bilo le malo, saj so Helsinki ostali majhno mesto, ki so ga pestili revščina, vojna in bolezen. Kuga leta 1710 je pobila večino prebivalstva Helsinkov. Ko so Rusi med veliko severno vojno maja 1713 zavzeli Helsinke, je umikajoča se švedska uprava požgala dele mesta. Kljub temu se je prebivalstvo mesta do začetka 19. stoletja povečalo na 3000. Gradnja pomorske trdnjave Sveaborg (v finščini Viapori, danes imenovana tudi Suomenlinna) v 18. stoletju je pripomogla k izboljšanju statusa Helsinkov. Šele ko je Rusija leta 1809 premagala Švedsko v finski vojni in priključila Finsko kot avtonomno Veliko kneževino Finsko, se je mesto začelo razvijati v pomembno mesto. Rusi so med vojno oblegali trdnjavo Sveaborg in približno četrtina mesta je bila uničena v požaru leta 1808.
Car Aleksander I. Ruski je 8. aprila 1812 prestavil glavno mesto Finske iz Turkuja v Helsinke, da bi zmanjšal švedski vpliv na Finskem in prestolnico približal Sankt Peterburgu. Po velikem požaru v Turkuju leta 1827 je bila Kraljeva akademija v Turkuju, takrat edina univerza v državi, prav tako preseljena v Helsinke in je sčasoma postala sodobna Univerza v Helsinkih. Ta poteza je utrdila novo vlogo mesta in ga postavila na pot nenehne rasti. Ta preobrazba je najbolj očitna v središču mesta, ki je bilo prezidano v neoklasicističnem slogu, da bi spominjalo na Sankt Peterburg, predvsem po načrtu nemškega arhitekta C. L. Engela. Kot drugod sta bila tehnološki napredek, kot sta železnica in industrializacija, ključna dejavnika za rast mesta.

### 20. stoletje
Do leta 1910 je bilo Helsinkov že več kot 100.000 prebivalcev in kljub pretresom finske zgodovine v prvi polovici 20. stoletja so Helsinki še naprej vztrajno rasli. To je vključevalo finsko državljansko vojno in zimsko vojno, ki sta pustili svoj pečat mestu. Na začetku 20. stoletja je bilo v Helsinkih približno enako število govorcev finščine in švedščine; večina delavcev je bila finsko govorečih. Lokalni helsinški sleng (ali stadin slangi) se je razvil med finskimi otroki in mladimi od 1890-ih kot mešani finsko-švedski jezik z vplivi nemščine in ruščine, od 1950-ih pa je sleng začel postajati bolj finski. Prelomni dogodek so bile olimpijske igre leta 1952, ki so potekale v Helsinkih. Hitra urbanizacija Finske v 1970-ih, ki se je zgodila pozno v primerjavi s preostalo Evropo, je potrojila prebivalstvo metropolitanskega območja in v Helsinkih so zgradili sistem podzemne železnice.

## Geografija
Helsinki, znani kot 'hči Baltika' ali 'Biser Baltika', so na konici polotoka in na 315 otokih. Središče mesta je na južnem polotoku Helsinginniemi ('Helsinški rt'), ki se le redko omenja z dejanskim imenom Vironniemi ('Estonski rt'). Gostota prebivalstva je v nekaterih delih središča Helsinkov sorazmerno visoka in v okrožju Kallio doseže 16.494 prebivalcev na kvadratni kilometer), splošna gostota prebivalstva v Helsinkih je 3147 na kvadratni kilometer. Zunaj mestnega središča velik del Helsinkov sestavljajo povojna predmestja, ločena z zaplatami gozda. Ozek, 10 kilometrov dolg Helsinški centralni park, ki se razteza od središča mesta do severne meje Helsinkov, je pomembno rekreacijsko območje za prebivalce. Mesto Helsinki ima približno 11.000 privezov za čolne in več kot 14.000 hektarjev morskih ribiških voda, ki mejijo na glavno mesto. Na tem območju najdemo približno 60 vrst rib, priljubljen pa je tudi rekreacijski ribolov.
Glavni otoki v Helsinkih so Seurasaari, Lauttasaari in Korkeasaari – slednji je dom največjega finskega živalskega vrta, Korkeasaari Zoo. Nekdanja vojaška otoka Vallisaari in Isosaari sta zdaj odprta za javnost, Santahamina pa je še vedno v vojaški uporabi. Najbolj zgodovinski in izjemen otok je trdnjava Suomenlinna (Sveaborg). Otok Pihlajasaari je priljubljeno poletno letovišče za geje in naturiste, primerljivo z Fire Islandom v New Yorku.
V Helsinkih je 60 naravnih rezervatov s skupno površino 95.480 hektarjev. Od celotne površine je 19.500 ha vodnih površin in 19.140 ha kopenskih površin. Mesto ima tudi sedem naravnih rezervatov Espoo, Sipoo, Hanko in Ingå. Največji naravni rezervat je Vanhankaupunginselkä, s površino 12.400 ha. Prvi naravni rezervat v mestu, Tiiraluoto of Lauttasaari, je bil ustanovljen leta 1948.
Uradna rastlina v Helsinkih je ostrolistni javor, uradna žival pa navadna veverica.

### Metropolitansko območje
Regija glavnega mesta Helsinki (finsko Pääkaupunkiseutu, švedsko Huvudstadsregionen) obsega štiri občine: Helsinki, Espoo, Vantaa in Kauniainen. Mestno območje Helsinkov velja za edino metropolo na Finskem. Ima približno 1,25 milijona prebivalcev in je najgosteje naseljeno območje Finske. Regija glavnega mesta se razprostira na površini 770 kvadratnih kilometrov in ima gostoto prebivalstva 1619 km². Z več kot 20 odstotki prebivalstva države na samo 0,2 odstotka njene površine je gostota naseljenosti tega območja po finskem standardu visoka.
Metropolitansko območje Helsinkov ali širši Helsinki sestavljajo mesta regije glavnega mesta in deset okoliških občin: Hyvinkää, Järvenpää, Kerava, Kirkkonummi, Nurmijärvi, Sipoo, Tuusula, Pornainen, Mäntsälä in Vihti. Metropolitansko območje obsega 3697 kvadratnih kilometrov in ima približno 1,58 milijona prebivalcev ali približno četrtino celotnega prebivalstva Finske. Metropolitansko območje ima visoko koncentracijo delovnih mest: približno 750.000 delovnih mest. Kljub intenzivni rabi tal ima regija tudi velike rekreacijske in zelene površine. Metropolitansko območje Helsinkov je najsevernejše urbano območje na svetu z več kot milijonom prebivalcev in najsevernejše glavno mesto EU.
Mestno območje Helsinkov je uradno priznano mestno območje na Finskem, ki ga opredeljuje gostota prebivalstva. Območje se razteza čez 11 občin in je največje takšno območje na Finskem s površino 669,31 kvadratnih kilometrov  in približno 1,36 milijona prebivalcev.

### Podnebje
Helsinki imajo vlažno celinsko podnebje (Köppen: Dfb). Zaradi zmernega vpliva Baltskega morja in Severnoatlantskega toka (glej tudi Ekstratropski ciklon) so zimske temperature višje, kot bi pričakovali na severni lokaciji, s povprečjem –4 °C januarja in februarja.
Zime v Helsinkih so bistveno toplejše kot na severu Finske, snežna sezona v prestolnici pa je zaradi lege na skrajnem jugu Finske in učinka mestnega toplotnega otoka veliko krajša. Temperature pod –20 °C se pojavijo le nekajkrat na leto. Zaradi zemljepisne širine pa so dnevi okoli zimskega solsticija dolgi 5 ur in 48 minut, sonce je zelo nizko (opoldan ima sonce nekaj čez 6 stopinj na nebu) in oblačno vreme v tem letnem času še poslabša temo. Nasprotno pa Helsinki poleti uživajo v dolgih dneh, z 18 urami in 57 minutami dnevne svetlobe okoli poletnega solsticija.
Povprečna najvišja temperatura od junija do avgusta je okoli 19 do 22 °C. Zaradi učinka morja so predvsem v vročih poletnih dneh dnevne temperature nekoliko nižje, nočne pa višje kot v notranjosti. Najvišja temperatura, zabeležena v mestu, je bila 28. julija 2019 na meteorološki postaji Kaisaniemi 33,2 °C, kar je podrlo prejšnji rekord 33,1 °C, ki je bil postavljen julija 1945 na vremenski postaji Ilmala. Najnižja zabeležena temperatura v mestu je bila -34,3 °C 10. januarja 1987, čeprav je bila neuradno najnižja temperatura -35 °C zabeležena decembra 1876. Letališče Helsinki (Vantaa, 17 km severno od središča mesta Helsinki) je zabeležilo najvišjo temperaturo 33,7 °C 29. julija 2010 in najnižjo temperaturo -35,9 °C 9. januarja 1987. Nevihte so najpogostejše poleti.

## Mestna pokrajina

### Neoklasicistični in romantični nacionalistični trend
Carl Ludvig Engel, ki je bil imenovan za načrtovanje novega mestnega središča, je v Helsinkih zasnoval več neoklasicističnih stavb. Osrednja točka Engelovega mestnega načrta je bil Senatni trg. Obkrožajo ga vladna palača (na vzhodu), glavna stavba Helsinške univerze (na zahodu) in (na severu) velika Helsinška stolnica, ki je bila dokončana leta 1852, dvanajst let po Engelovi smrti. Epitet Helsinkov, 'belo mesto severa', izhaja iz tega obdobja gradnje. Večina starejših stavb v Helsinkih je bila zgrajena po požaru leta 1808; pred tem časom je najstarejša ohranjena stavba v središču Helsinkov hiša Sederholm (1757) na križišču Senatnega trga in ulice Katariinankatu. Suomenlinna ima tudi stavbe, dokončane v 18. stoletju, vključno s Kuninkaanporttijem na otoku Kustaanmiekka (1753–1754). Najstarejša cerkev v Helsinkih je cerkev Östersundom, zgrajena leta 1754.
Helsinki so tudi dom številnih stavb pod vplivom Art nouveauja (Jugend v finščini), ki pripadajo trendu Kansallisromantiikka (romantični nacionalizem), zasnovanem v začetku 20. stoletja in pod močnim vplivom Kalevale, ki je bila pogosta tema tega obdobja. Helsinški slog Art nouveau je značilen tudi v osrednjih stanovanjskih četrtih, kot sta Katajanokka in Ullanlinna. Pomemben arhitekt finske secesije je bil Eliel Saarinen, čigar arhitekturna mojstrovina je bila glavna postaja v Helsinkih. Nasproti stavbe Finske banke je renesančna oživitev hiše posestev (1891).
Edine vidne javne stavbe gotske arhitekture v Helsinkih so cerkev sv. Janeza (1891) v Ullanlinni, ki je največja kamnita cerkev na Finskem, njena stolpa dvojčka pa se dvigata 74 metrov in ima 2600 sedežev. Drugi primeri neogotike so Hiša plemstva v Kruununhaki in katoliška stolnica sv. Henrika.
Poleg drugih mest v severni Evropi, ki niso bila pod Sovjetsko zvezo, kot je Stockholm na Švedskem, so neoklasicistične stavbe v Helsinkih pridobile popularnost tudi kot ozadje za prizore, namenjene prikazovanju Sovjetske zveze v številnih hollywoodskih filmih v času hladne vojne, ko snemanje znotraj dejanske ZSSR ni bilo mogoče. Nekateri med njimi, vključno s Kremeljskim pismom (1970), Rdečimi (1981) in Gorky Parkom (1983) je bilo mogoče zaradi ruskih mest, kot sta Leningrad in Moskva, ki sta imela podobno neoklasicistično arhitekturo. Hkrati je zaradi hladne vojne in finskih odnosov z ZSSR vlada tajno naročila finskim uradnikom, naj ne nudijo pomoči tovrstnim filmskim projektom. Obstaja nekaj filmov, kjer je bilo mesto Helsinki zastopano samo v filmih, predvsem britansko-ameriški vohunski triler iz leta 1967 Billion Dollar Brain z Michaelom Cainom v glavni vlogi. Mesto ima veliko podzemnih območij, kot so zaklonišča in tuneli, ki se jih veliko dnevno uporablja kot bazen, cerkev, upravljanje z vodo, zabava itd.

### Funkcionalizem in moderna arhitektura
V Helsinkih je tudi nekaj stavb finskega arhitekta Alvarja Aalta, ki je priznan kot eden od pionirjev arhitekturnega funkcionalizma. Vendar pa so nekatera njegova dela, kot sta sedež papirnice Stora Enso in koncertno prizorišče dvorana Finlandia, deležna deljenih mnenj državljanov.
Funkcionalistične stavbe v Helsinkih drugih arhitektov vključujejo olimpijski stadion, teniško palačo, veslaški stadion, plavalni stadion, velodrom, stekleno palačo, športno dvorano Töölö in letališče Helsinki-Malmi. Športna prizorišča so bila zgrajena za olimpijske igre v Helsinkih leta 1940; igre so bile sprva odpovedane zaradi druge svetovne vojne, a so prizorišča na olimpijskih igrah leta 1952 izpolnila svoj namen. Mnoge od njih so na seznamu DoCoMoMo kot pomembni primeri sodobne arhitekture. Olimpijski stadion in letališče Helsinki-Malmi sta tudi katalogizirana s strani Finske agencije za dediščino kot kulturno-zgodovinska okolja nacionalnega pomena.
Ko se je Finska v 1960-ih in s1970-ih močno urbanizirala, so na primer v Helsinkih za nove prebivalce zgradili okrožje Pihlajamäki, kjer so prvič na Finskem v velikem obsegu uporabili montažni beton. Pikku Huopalahti, zgrajen v 1980-ih in 1990-ih, se je poskušal znebiti mrežastega vzorca, ki ustreza vsem, kar pomeni, da je njegov videz zelo organski in da se njegove ulice ne ponavljajo na enak način. Itäkeskus v vzhodnih Helsinkih je bil prvo regionalno središče v 1980-ih. V poznem 20. stoletju so si prizadevali tudi za zaščito Helsinkov, številne stare stavbe so bile prenovljene. Moderno arhitekturo predstavlja na primer Muzej sodobne umetnosti Kiasma, ki je sestavljen iz dveh ravnih in ukrivljenih delov, čeprav je ta slog močno razdelil mnenja meščanov. Poleg Kiasme je Sanomatalo s steklenimi stenami (1999).
V Helsinkih je bilo veliko načrtov za gradnjo visokih stavb že od leta 1920, ko je arhitekt Eliel Saarinen leta 1921 predlagal 85 metrov visoko Kalevalatalo. Leta 1924 je Oiva Kallio zmagal na tekmovanju Etu-Töölö s svojim načrtom (več 14- do 16-nadstropnih stavb). Predlagana je bila tudi 32-nadstropna mestna hiša. V drugih načrtih iz leta 1930 so bile predlagane npr. 18-nadstropna palača Kino, 17-nadstropna stanovanjska stavba in 30-nadstropna Stockmann, vendar je bil zgrajen le 70 metrov visok 14-nadstropni hotel Torni. To je bila najvišja stolpnica na Finskem do leta 1976, ko je bila postavljena 83 metrov visoka Neste torni. Helsinki so zavrnili stolp. Dvojne 30-nadstropne stavbe so bile predlagane v Pasili v 1970-ih, vendar so bile zavrnjene. Kasneje v 1960-ih 150 metrov visok Flatscreen in štiri 24-nadstropne poslovne stavbe v Hakaniemiju so bile odpovedane. Leta 1990 je bila odpovedana tudi 104 metre visoka stavba Kone [98][99]. V pasili je bil leta 2011 predlagan 120 metrov visok 35-nadstropni Leijonatorni, vendar je bil čez nekaj let odpovedan. Leta 2020 so v Pasili načrtovali 30-nadstropno leseno stolpnico.
Leta 2015 je bil predlagan načrt, imenovan Trigoni, sestavljen iz desetih nebotičnikov za osrednjo Pasilo, nekdanje območje jezera v bližini nakupovalnega središča Mall of Tripla. Najvišji med njimi naj bi postal približno 200 metrov. Projekt je bil leta 2021 opuščen.
Začetek 21. stoletja je zaznamoval začetek gradnje stolpnic v Helsinkih, ko se je mesto odločilo dovoliti gradnjo nebotičnikov. V Kalasatami so prvi 35-nadstropni stanovanjski stolpi Majakka, 32-nadstropni (122 m); Loisto in 31-nadstropni (120 m) Lumo že dokončani. 111 metrov visoka poslovna stavba Horisontti se jim bodo kasneje pridružile 37-nadstropne (137 m), 32-nadstropne (122 m), 27-nadstropne in 24-nadstropne stanovanjske stavbe.
Predlagan je bil nov načrt "Etelä-Pasila" v Läntinenu (zahodni) Tornialue, ki ga sestavljajo 29-nadstropna poslovna stavba, 28-nadstropna stanovanjska stavba in dva nižja nebotičnika. Njihova gradnja se bo začela leta 2026. Več kot 130 metrov visoka 32-nadstropna poslovna stavba v Keskinen Tornialue je v gradnji, 3 (ali 4) 26-31-nadstropne stolpnice pa bodo zgrajene v Itäinen (vzhodnem) Tornialue. Odobren je bil tudi 33-nadstropni hotel Pasila. V bližini je bil načrtovan še en več kot 100 metrov visok 27-nadstropni hotel.
V Vuosaari so leta 2023 zgradili 33-, 26- in 24-nadstropne stanovanjske stavbe. V Jätkäsaariju sta bila odobrena 113 metrov visok hotel in 24-nadstropna stanovanjska stolpnica. V Ruoholahtiju bosta 29- in 24-nadstropni poslovni stavbi visoki 121 in 93 metrov.

## Prebivalstvo
Mesto Helsinki ima 674.500 prebivalcev, zaradi česar je najbolj naseljena občina na Finskem. Regija Helsinki je največje urbanizirano območje na Finskem s 1.582.452 prebivalci. V mestu Helsinki živi 12 % finskega prebivalstva. 19,9 % prebivalstva ima tuje poreklo, kar je dvakrat nad državnim povprečjem. Vendar je nižja kot v večjih finskih mestih Espoo ali Vantaa.
Ženske predstavljajo 53 % prebivalcev Helsinkov večji delež od nacionalnega povprečja, ki znaša 51 %. Zaradi gostote prebivalstva Helsinkov, ki znaša 3147 ljudi na kvadratni kilometer, so Helsinki najgosteje naseljeno mesto na Finskem. Pričakovana življenjska doba za moške in ženske je nekoliko pod državnim povprečjem: 75,1 let za moške v primerjavi s 75,7 leta, 81,7 leta za ženske v primerjavi z 82,5 let.
Helsinki so doživeli močno rast od leta 1810, ko so nadomestili Turku kot glavno mesto Velikega vojvodstva Finske, ki je kasneje postalo suverena republika Finska. Mesto je od takrat naprej raslo, z izjemo med finsko državljansko vojno. Od konca druge svetovne vojne do 1970-ih je prišlo do množičnega odseljevanja ljudi s podeželja v mesta, zlasti v Helsinke. Med letoma 1944 in 1969 se je prebivalstvo mesta skoraj podvojilo iz 275.000 na 525.600.
V 1960-ih se je rast prebivalstva Helsinkov začela zmanjševati, predvsem zaradi pomanjkanja stanovanj. Nekateri prebivalci so se začeli seliti v sosednji mesti Espoo in Vantaa, kar je povzročilo povečano rast prebivalstva v obeh občinah. Prebivalstvo Espooja se je v 1960-ih povečalo za devetkrat, z 22.874 ljudi leta 1950 na 244.353 leta 2009. Vantaa je v istem časovnem obdobju doživela še bolj dramatično spremembo: s 14.976 leta 1950 na 197.663 leta 2009, kar je trinajstkratno povečanje. Te spremembe prebivalstva so občine metropolitanskega območja spodbudile k intenzivnejšemu sodelovanju na področjih, kot sta javni prevoz – kar je povzročilo ustanovitev HSL – in ravnanje z odpadki. Naraščajoče pomanjkanje stanovanj in višji življenjski stroški v regiji glavnega mesta so mnoge vsakodnevne migrante prisilili, da so našli stanovanja na prej podeželskih območjih in še dlje, v mesta, kot so Lohja, Hämeenlinna, Lahti in Porvoo.

## Gospodarstvo
Metropolitansko območje Helsinkov ustvari približno tretjino finskega BDP. BDP na prebivalca je približno 1,3-kratnik državnega povprečja. Helsinki dobiček na IT in javnem sektorju, povezanem s storitvami. Ladjarske družbe, ki so se preselile iz težkih industrijskih obratov, zaposlujejo tudi veliko ljudi.
Bruto dodana vrednost metropolitanskega območja na prebivalca je 200 % povprečja 27 evropskih metropolitanskih območij, kar je enako Stockholmu in Parizu. Letna rast bruto dodane vrednosti je okoli 4 %.
83 od 100 največjih finskih podjetij ima svoje sedeže na metropolitanskem območju. Dve tretjini od 200 najbolje plačanih finskih direktorjev živita v metropolitanskem območju, 42 % pa v Helsinkih. Povprečni dohodek 50 največjih zaslužkarjev je bil 1,65 milijona evrov.
Voda iz pipe je odlične kakovosti in jo dobavlja 120 km vodni predor Päijänne, eden najdaljših neprekinjenih kamnitih predorov na svetu.

## Kultura

### Muzeji
Največji zgodovinski muzej v Helsinkih je Narodni muzej Finske, ki prikazuje obsežno zbirko od prazgodovine do 21. stoletja. Sama stavba muzeja, neosrednjeveški grad v nacionalnem romantičnem slogu, je turistična atrakcija. Drugi večji zgodovinski muzej je Helsinški mestni muzej, ki obiskovalcem predstavi 500-letno zgodovino Helsinkov. Univerza v Helsinkih ima tudi veliko pomembnih muzejev, vključno z muzejem Helsinške univerze Arppeanum in Finskim muzejem naravne zgodovine.
Finsko narodno galerijo sestavljajo trije muzeji: Ateneum Art Museum za klasično finsko umetnost, Sinebrychoff Art Museum za klasično evropsko umetnost in Kiasma Art Museum za moderno umetnost v stavbi arhitekta Stevena Holla. Stari Ateneum, neorenesančna palača iz 19. stoletja, je ena večjih zgodovinskih stavb v mestu. Vse tri muzejske stavbe so v državni lasti prek družbe Senate Properties.
Mesto Helsinki gosti svojo umetniško zbirko v Helsinškem umetniškem muzeju (HAM), ki je predvsem v galeriji Tennispalatsi. Okoli 200 kosov javne umetnosti leži zunaj. Umetnost je vsa last mesta.
Helsinški umetniški muzej bo leta 2020 odprl Helsinški bienale, ki bo umetnost prinesel v pomorski Helsinke – prvo leto na otok Vallisaari.
Muzej oblikovanja je posvečen razstavi tako finskega kot tujega oblikovanja, vključno z industrijskim oblikovanjem, modo in grafičnim oblikovanjem. 
Drugi muzeji v Helsinkih so Finski vojaški muzej, Didrichsen Art Museum, Amos Rex Art Museum in Tram Museum.

### Gledališča
Helsinki imajo tri velika gledališča: Finsko narodno gledališče, Helsinško mestno gledališče in Švedsko gledališče (Svenska Teatern). Druga pomembna gledališča v mestu so Alexander Theatre, Q-teatteri, Savoy Theatre, KOM-theatre in Teatteri Jurkka.

## Šport
Helsinki imajo dolgo športno tradicijo: mesto je med poletnimi olimpijskimi igrami leta 1952 pridobilo velik del svojega prvotnega mednarodnega priznanja, mesto pa je organiziralo športne dogodke, kot so prvo svetovno prvenstvo v atletiki 1983 in 2005 ter evropsko prvenstvo v atletiki 1971, 1994 in 2012. Helsinki gostijo uspešna lokalna moštva v obeh najbolj priljubljenih ekipnih športih na Finskem: nogometu in hokeju na ledu.
V mestu je med letoma 1932 in 1953 potekala dirka Eläintarhanajot.
Helsinki so bili izbrani za gostitelja poletnih olimpijskih iger leta 1940, vendar so bile zaradi druge svetovne vojne odpovedane. Namesto tega so bili leta 1952 Helsinki gostitelj poletnih olimpijskih iger. Olimpijske igre so bile simbolično in gospodarsko pomemben dogodek za Helsinke in Finsko kot celoto, ki je okrevala po zimski vojni in nadaljevanju vojne s Sovjetsko zvezo. Helsinki so bili leta 1983 tudi prvo mesto, ki je gostilo svetovno prvenstvo v atletiki. Helsinki so dogodek gostili tudi leta 2005 in tako postali tudi prvo mesto, ki je prvenstvo gostilo drugič. Helsinški mestni maraton poteka v mestu vsako leto od leta 1981, običajno avgusta.[195] Dirka formule 3000 po mestnih ulicah je bila 25. maja 1997. Helsinki so leta 2009 gostili evropsko prvenstvo v umetnostnem drsanju, leta 2017 pa svetovno prvenstvo v umetnostnem drsanju. Mesto bo leta 2021 gostilo svetovno prvenstvo v košarki FIBA do 19 let. Ameriški nogomet in Vaahteraliiga imata v mestu močno tradicijo, ki sega v zgodnja 1980-ta.
Večina športnih prizorišč v Helsinkih je v pristojnosti mestnega urada za šport, na primer 70 športnih dvoran in približno 350 športnih igrišč. Obstaja devet drsališč, od katerih tri upravlja Helsinška športna agencija (Helsingin liikuntavirasto).[196] Pozimi je na voljo sedem umetnih drsališč. Ljudje lahko v Helsinkih plavajo v 14 bazenih, od katerih je največji plavalni center Mäkelänrinne,dveh notranjih bazenih in več kot 20 plažah, med katerimi je verjetno najbolj znana plaža Hietaniemi.